# Ferrari Monza SP
La Ferrari Monza SP è un'autovettura sportiva prodotta dalla casa automobilistica italiana Ferrari dal 2018 al 2022. 

## Contesto

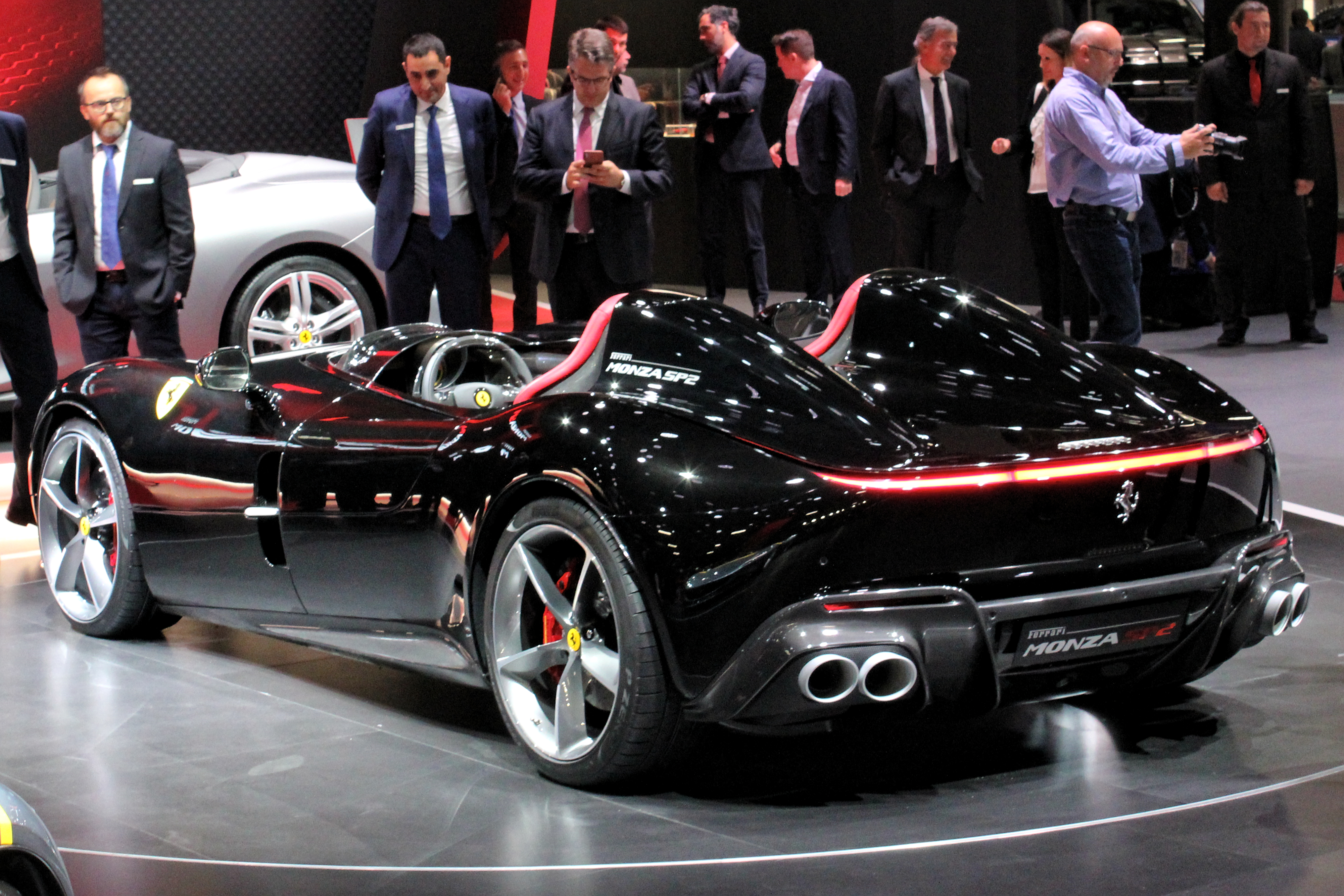
Retro Ferrari Monza SP2

La vettura si rifà ai modelli Ferrari degli anni '50, come la 750 Monza e la 860 Monza. La Ferrari Monza SP del 2018, infatti, è il primo modello del nuovo Concetto Icona: vetture esclusive ispirate alle auto sportive che hanno fatto la storia del cavallino.

## Caratteristiche tecniche
Il motore della Ferrari Monza SP è un V12 aspirato da 810 CV (603 kW) a 8.500 giri al minuto. Esso permette alla vettura di raggiungere i 100 km/h in 2,9 secondi e i 200 km/h in 7,9 secondi. La velocità massima supera i 300 km/h.
La Ferrari Monza SP1 ed SP2 sono realizzate sulla medesima meccanica della Ferrari 812 Superfast. 

### SP1 e SP2
La SP1 e la SP2, rispettivamente monoposto e biposto, sono due barchette, senza parabrezza, con un'altezza di 116 cm e con un peso di 1500 e 1520 kg. Essendo prive del tetto il profilo estetico è sottile e il corpo è piatto, il posto del guidatore nella SP1 sembra letteralmente scavato nel corpo vettura, come nelle vetture da corsa. Anche la sorella SP2 mantiene una connotazione da gara: il posto passeggero è separato dal guidatore da un evidente tunnel centrale. I fari posteriori presentano un fascio di luce continuo, ripreso anche in quelli anteriori, che divide a metà le due ottiche. 
La vettura, prodotta in tiratura limitata di 499 esemplari, è stata venduta unicamente a clienti selezionati dalla Ferrari stessa, tutti i modelli sono stati venduti ancor prima di essere stati prodotti.